# Leichtathletik-Länderkampf der Männer 1954 BR Deutschland – Finnland
| 12. Leichtathletik-Länderkampf mit bundesdeutscher Beteiligung 1954 | 12. Leichtathletik-Länderkampf mit bundesdeutscher Beteiligung 1954 |               |
| ------------------------------------------------------------------- | ------------------------------------------------------------------- | ------------- |
|                                                                     |                                                                     |               |
| Ländervergleich der Männer: BR Deutschland – Finnland               |                                                                     |               |
| Austragungsort                                                      | Dortmund                                                            |               |
| Wettbewerbe                                                         | 20                                                                  |               |
| Datum                                                               | 18./19. September 1954                                              |               |
| 1. FRG 2. FIN                                                       | 108 Punkte 106 Punkte                                               |               |
| Chronik                                                             |                                                                     |               |
| ← FRA-FRG (M)                                                       | JPN-FRG (M) →                                                       | JPN-FRG (M) → |

Auch im zwölften Vergleich des Länderkampfjahres 1954 trafen Deutschlands Leichtathleten mit Finnland wieder auf einen Gegner, mit dem es nach dem Zweiten Weltkrieg noch keinen Länderkampf gegeben hatte. Die letzte Begegnung lag schon neunzehn Jahre zurück und hatte am 24./25. August 1935 in Helsinki stattgefunden. Das Treffen der Saison 1954 wurde am 18./19. September in Dortmund ausgetragen, es war das dritte dieser beiden Nationen.

## Wettbewerbe und Modus
Es wurden dieselben zwanzig Disziplinen ausgetragen wie in den beiden Länderkämpfen zuvor gegen Dänemark und Frankreich. Für die Begegnung waren zwei Tage angesetzt und aus dem olympischen Wettbewerbskatalog fehlten wiederum nur der Marathonlauf, die beiden Gehwettbewerbe und der Zehnkampf. In den Einzeldisziplinen wurde standardmäßig gewertet, in den Staffeln mit fünf zu drei Punkten.

## Sportliche Leistungen
Beide Länder setzten ihre stärksten Athleten aus der ersten Reihe ein. So war das Niveau der Wettkämpfe sehr hoch. Besonders heraus stachen dabei folgende Leistungen;
- 400-Meter-Lauf: Karl-Friedrich Haas, BR Deutschland – 46,7 s
- 400-Meter-Hürdenlauf: Kurt Bonah, BR Deutschland – 51,5 s
- 3000-Meter-Hindernislauf: Pentti Karvonen, Finnland – 8:41,4 min
- Stabhochsprung: Eeles Landström, Finnland – 4,35 m
- Speerwurf: Soini Nikkinen, Finnland – 77,67 m

## Ergebnis
In diesem Aufeinandertreffen ging es äußerst eng zu. Dies wird aus folgender Übersicht besonders deutlich:
|                         | Siege (Anzahl) | Siege (Anzahl) |
|                         | BR Deutschland | Finnland       |
| ----------------------- | -------------- | -------------- |
| Lauf, Einzeldisziplinen | 8              | 2              |
| Staffeln                | 2              | 0              |
| Technikdisziplinen      | 2              | 6              |
| Doppelerfolge           | 5              | 6              |

In der Addition der Punkte kam die Bundesrepublik Deutschland mit 108 zu 106 Punkten zu einem hauchdünnen Erfolg. Damit brachte das Team den Länderkampfstand mit Finnland auf zwei zu eins für Deutschland.

## Resultate

### 100 m
| Platz | Athlet         | Land | Zeit (s) |
| ----- | -------------- | ---- | -------- |
| 1     | Heinz Fütterer | FRG  | 10,7     |
| 2     | Leonhard Pohl  | FRG  | 10,9     |
| 3     | Isse Baran     | FIN  | 11,2     |
| 4     | Pauli Tavisalo | FIN  | 11,3     |

Datum: 18. September

### 200 m
| Platz | Athlet              | Land | Zeit (s) |
| ----- | ------------------- | ---- | -------- |
| 1     | Heinz Fütterer      | FRG  | 21,4     |
| 2     | Karl-Friedrich Haas | FRG  | 21,5     |
| 3     | Voitto Hellsten     | FIN  | 21,7     |
| 4     | Pauli Tavisalo      | FIN  | 22,1     |

Datum: 19. September

### 400 m
| Platz | Athlet              | Land | Zeit (s) |
| ----- | ------------------- | ---- | -------- |
| 1     | Karl-Friedrich Haas | FRG  | 46,7     |
| 2     | Voitto Hellsten     | FIN  | 47,8     |
| 3     | Hans Geister        | FRG  | 48,2     |
| 4     | Rolf Back           | FIN  | 49,0     |

Datum: 18. September

### 800 m
| Platz | Athlet          | Land | Zeit (min) |
| ----- | --------------- | ---- | ---------- |
| 1     | Friedel Stracke | FRG  | 1:51,8     |
| 2     | Olaf Lawrenz    | FRG  | 1:52,0     |
| 3     | Tauno Kontio    | FIN  | 1:52,4     |
| 4     | Urpo Vähäranta  | FIN  | 1:53,0     |

Datum: 18. September

### 1500 m
| Platz | Athlet          | Land | Zeit (min) |
| ----- | --------------- | ---- | ---------- |
| 1     | Werner Lueg     | FRG  | 3:54,2     |
| 2     | Günter Dohrow   | FRG  | 3:54,4     |
| 3     | Jorma Kakko     | FIN  | 3:56,4     |
| 4     | Denis Johansson | FIN  | 3:57,0     |

Datum: 19. September

### 5000 m
| Platz | Athlet         | Land | Zeit (min) |
| ----- | -------------- | ---- | ---------- |
| 1     | Rolf Haikkola  | FIN  | 14:16,2    |
| 2     | Urho Julin     | FIN  | 14:16,2    |
| 3     | Herbert Schade | FRG  | 14:20,4    |
| 4     | Heinz Laufer   | FRG  | 14:27,2    |

Datum: 18. September

### 10.000 m
| Platz | Athlet            | Land | Zeit (min) |
| ----- | ----------------- | ---- | ---------- |
| 1     | Herbert Schade    | FRG  | 29:40,8    |
| 2     | Hannu Posti       | FIN  | 30:31,2    |
| 3     | Hugo Niskanen     | FIN  | 30:51,4    |
| 4     | Siegfried Steller | FRG  | 31:57,8    |

Datum: 19. September

### 110 m Hürden
| Platz | Athlet              | Land | Zeit (s) |
| ----- | ------------------- | ---- | -------- |
| 1     | Bert Steines        | FRG  | 15,0     |
| 2     | Karl-Ernst Schottes | FRG  | 15,2     |
| 3     | Ratno Sittkola      | FIN  | 15,3     |
| 4     | Tapani Tammenpää    | FIN  | 15,3     |

Datum: 18. September

### 400 m Hürden
| Platz | Athlet            | Land | Zeit (s) |
| ----- | ----------------- | ---- | -------- |
| 1     | Kurt Bonah        | FRG  | 51,5     |
| 2     | Sven-Oswald Mildh | FIN  | 52,7     |
| 3     | Lennart Lindberg  | FIN  | 53,2     |
| 4     | Heinz Ulzheimer   | FRG  | 53,8     |

Datum: 19. September

### 3000 m Hindernis
| Platz | Athlet             | Land | Zeit (min) |
| ----- | ------------------ | ---- | ---------- |
| 1     | Pentti Karvonen    | FIN  | 8:41,4     |
| 2     | Olavi Rinteenpää   | FIN  | 8:46,0     |
| 3     | Karl-Heinz Schmalz | FRG  | 8:53,6     |
| 4     | Helmut Thumm       | FRG  | 8:59,6     |

Datum: 19. September

### 4 × 100 m Staffel
| Platz | Besetzung      | Land                                                        | Zeit (s) |
| ----- | -------------- | ----------------------------------------------------------- | -------- |
| 1     | BR Deutschland | Leonhard Pohl Peter Kraus Heinz Fütterer Manfred Germar     | 41,2     |
| 2     | Finnland       | Jorma Valkama Wilhelm Porrassalmi Pauli Tavisalo Isse Baran | 42,7     |

Datum: 18. September

### 4 × 400 m Staffel
| Platz | Besetzung      | Land                                                       | Zeit (min) |
| ----- | -------------- | ---------------------------------------------------------- | ---------- |
| 1     | BR Deutschland | Hans Geister Helmut Dreher Kurt Bonah Karl-Friedrich Haas  | 3:10,6     |
| 2     | Finnland       | Sven-Oswald Mildh Ragnar Graeffe Rolf Back Voitto Hellsten | 3:13,6     |

Datum: 19. September

### Hochsprung
| Platz | Athlet            | Land | Höhe (m) |
| ----- | ----------------- | ---- | -------- |
| 1     | Werner Bähr       | FRG  | 1,90     |
| 2     | Keijo Ketola      | FIN  | 1,90     |
| 3     | Hanno Rantata     | FIN  | 1,90     |
| 4     | Hans-Jürgen Jenss | FRG  | 1,85     |

Datum: 18. September

### Stabhochsprung
| Platz | Athlet           | Land | Höhe (m) |
| ----- | ---------------- | ---- | -------- |
| 1     | Eeles Landström  | FIN  | 4,35     |
| 2     | Jukka Piironen   | FIN  | 4,20     |
| 3     | Julius Schneider | FRG  | 4,10     |
| 4     | Ernst Lachermund | FRG  | 3,60     |

Datum: 19. September

### Weitsprung
| Platz | Athlet              | Land | Weite (m) |
| ----- | ------------------- | ---- | --------- |
| 1     | Jorma Valkama       | FIN  | 7,35      |
| 2     | Wilhelm Porrassalmi | FIN  | 7,21      |
| 3     | Heinz Oberbeck      | FRG  | 7,20      |
| 4     | Ronald Krüger       | FRG  | 6,87      |

Datum: 18. September

### Dreisprung
| Platz | Athlet              | Land | Weite (m) |
| ----- | ------------------- | ---- | --------- |
| 1     | Tapio Lehto         | FIN  | 15,04     |
| 2     | Kart Rahkamo        | FIN  | 14,78     |
| 3     | Theo Strohschnieder | FRG  | 14,72     |
| 4     | Kurt Trozowski      | FRG  | 14,36     |

Datum: 19. September

### Kugelstoßen
| Platz | Athlet             | Land | Weite (m) |
| ----- | ------------------ | ---- | --------- |
| 1     | Yrjö Puntti        | FIN  | 15,47     |
| 2     | Dietrich Urbach    | FRG  | 15,08     |
| 3     | Aapo Perko         | FIN  | 14,92     |
| 4     | Karl-Heinz Wegmann | FRG  | 14,57     |

Datum: 19. September

### Diskuswurf
| Platz | Athlet          | Land | Weite (m) |
| ----- | --------------- | ---- | --------- |
| 1     | Karl Oweger     | FRG  | 48,47     |
| 2     | Carol Lindroos  | FIN  | 47,56     |
| 3     | Aake Envik      | FIN  | 46,93     |
| 4     | Heinz Rosendahl | FRG  | 46,79     |

Datum: 18. September

### Hammerwurf
| Platz | Athlet         | Land | Weite (m) |
| ----- | -------------- | ---- | --------- |
| 1     | Oiva Halmetoja | FIN  | 53,88     |
| 2     | Hugo Ziermann  | FRG  | 53,52     |
| 3     | Karl Hein      | FRG  | 52,80     |
| 4     | Voitto Hoffren | FIN  | 51,27     |

Datum: 19. September

### Speerwurf
| Platz | Athlet           | Land | Weite (m) |
| ----- | ---------------- | ---- | --------- |
| 1     | Soini Nikkinen   | FIN  | 77,67     |
| 2     | Toivo Hyytiäinen | FIN  | 73,09     |
| 3     | Heinrich Will    | FRG  | 70,70     |
| 4     | Herbert Koschel  | FRG  | 66,62     |

Datum: 18. September

## Weblink
- TULOKSET: MAAOTTELU GFR-FIN, DORTMUND GFR, 18.–19.9.1954, Ergebnisse: Länderturnier GFR-FIN, Dortmund 18.–19.9.1954, tilastopaja.eu (finnisch), abgerufen am 16. Juli 2024